# Peter Svensson (politiker)
Peter Svensson, född 5 juni 1826 i Vings församling, Älvsborgs län, död 27 juni 1902 i Borås församling, Älvsborgs län, var en svensk hemmansägare och politiker. Han var ledamot av riksdagens andra kammare, invald i Ås och Gäsene domsagas valkrets.